# هانو (سايتاما)
مدينة هانو (بالإنجليزية: Hannō)‏ هي أحد المدن التابعة لمحافظة سايتاما. تأسست رسميًا في 01/01/1954. ويقدر عدد سكانها بـ 84053 نسمة حسب تقدير مكتب الإحصاء الياباني لعام 2012. تبلغ مساحة هانو 193.16 كم2. بكثافة سكانية تبلغ 435 نسمة/كم2.